# Bauhinia variegata

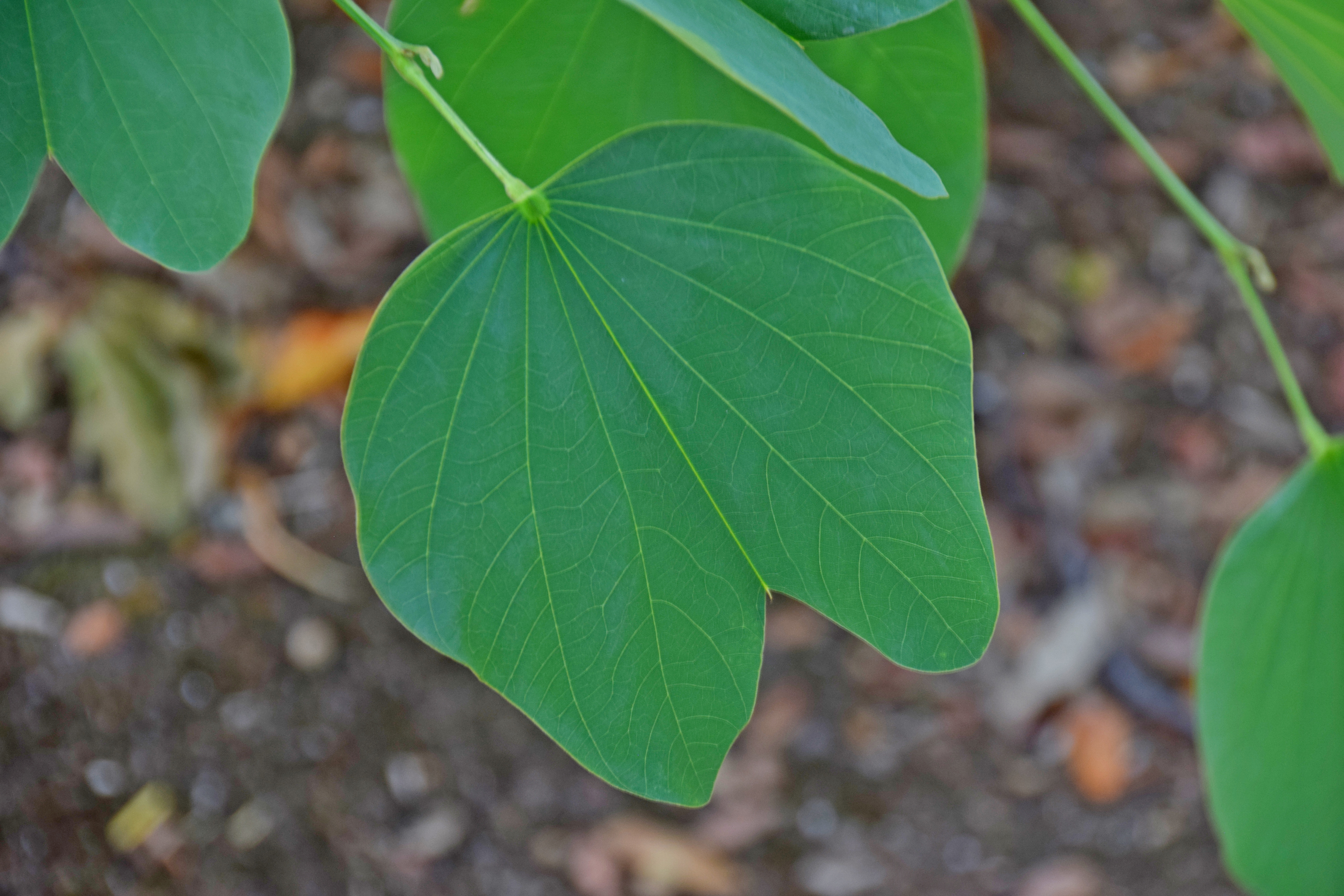
Blatt

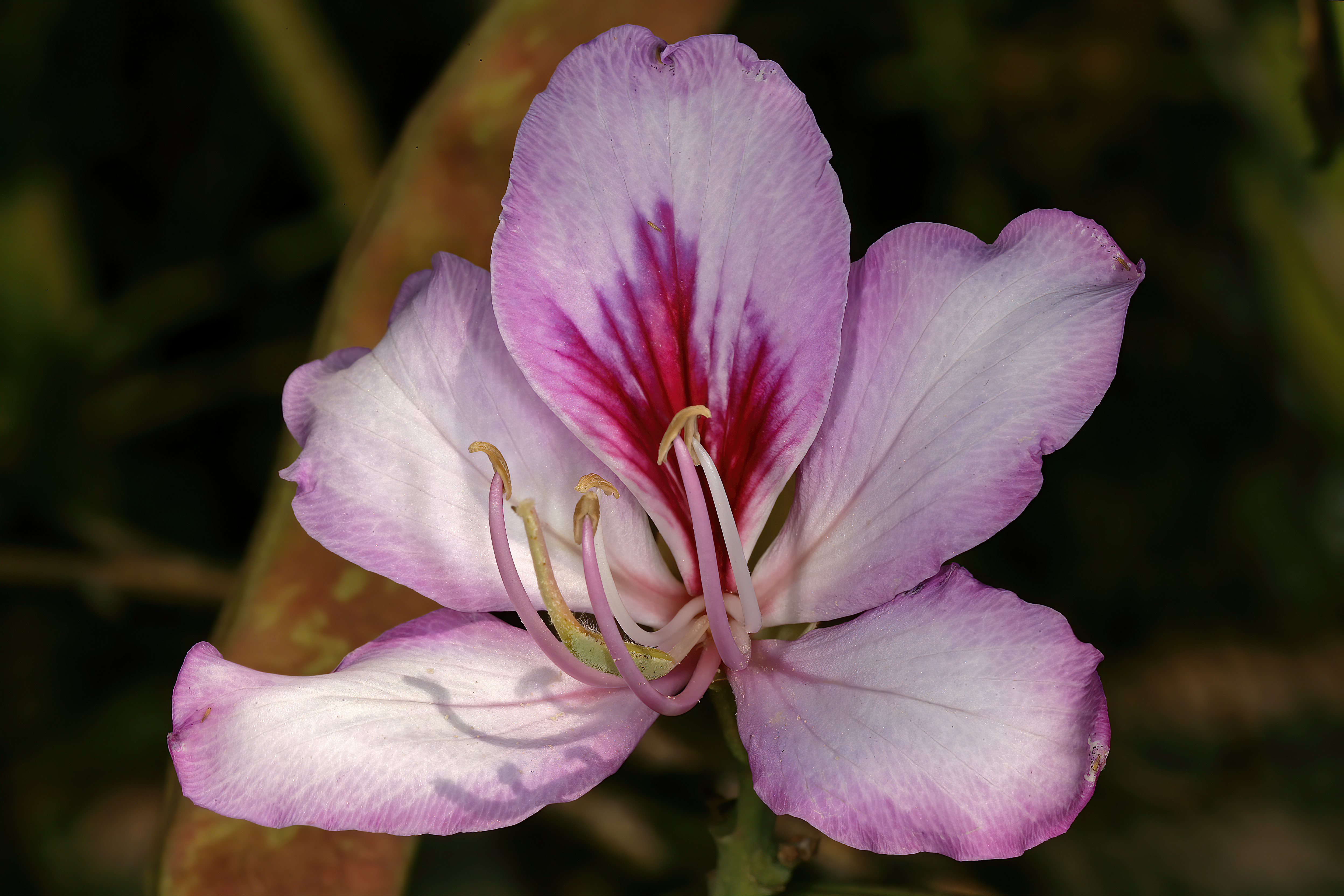
Blüte

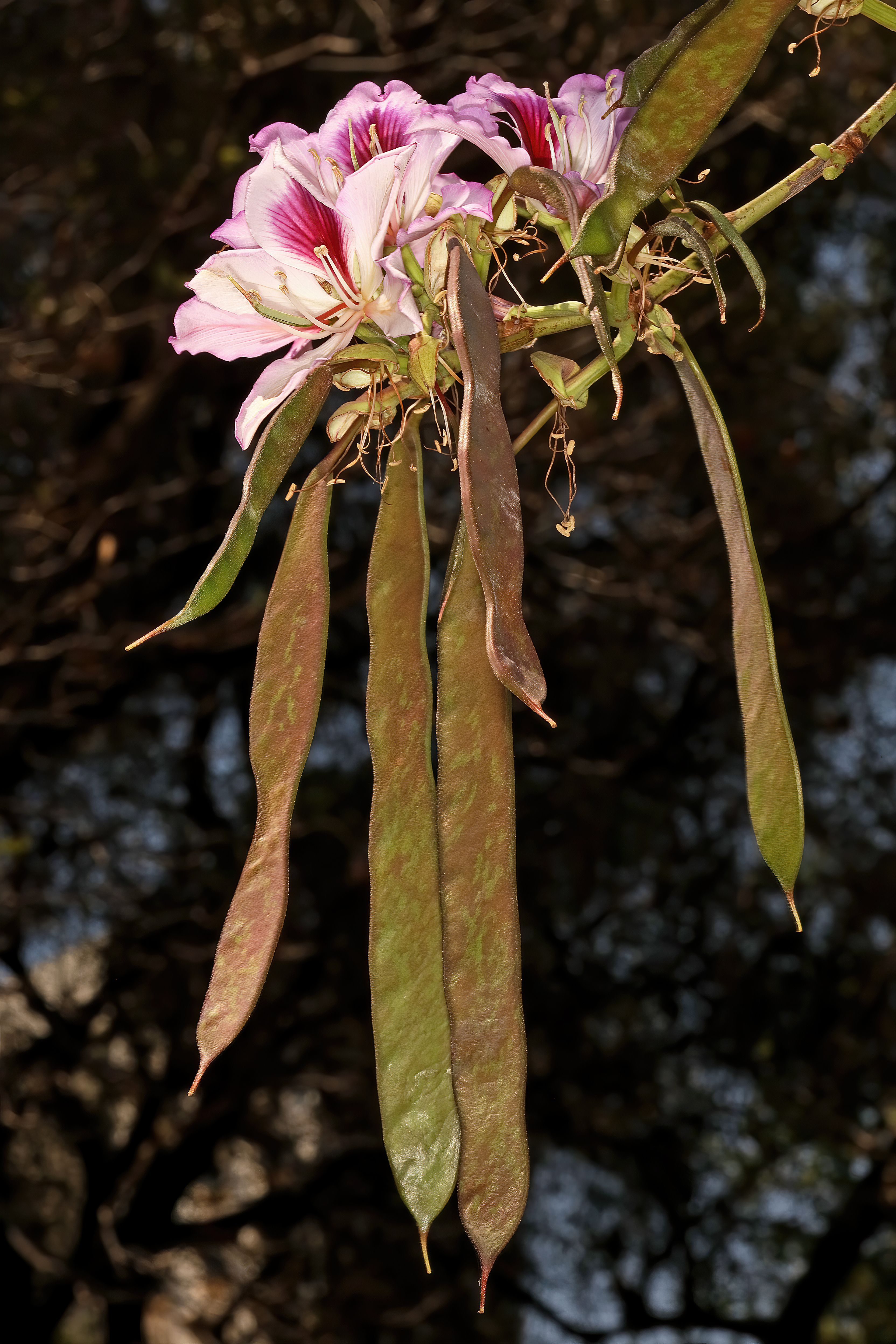
Blütenstand und Früchte

Bauhinia variegata oder die Bunte, Buntfarbene Bauhinie, auch der Orchideenbaum, (St.) Thomasbaum, ist ein Baum in der Familie der Hülsenfrüchtler aus Indien, Pakistan, Nepal, Bangladesh bis nach Südchina und in nördliche Südostasien. Wobei verschiedene Bauhinia- und andere Pflanzenarten auch mit Orchideenbaum bezeichnet werden.

## Beschreibung
Bauhinia variegata ist ein schnellwüchsiger, laubabwerfender bis halbimmergrüner Baum mit schlankem Stamm, der bis über 10 Meter hoch wächst. Der Stammdurchmesser erreicht über 20 Zentimeter. Der Baum führt ein Gummi.
Die einfachen und wechselständigen Laubblätter sind gestielt. Der bis 3,5 Zentimeter lange, fein behaarte Blattstiel besitzt oben und unten Pulvini. Die leicht ledrigen, bis zu 14 Zentimeter großen, unterseits feinhaarigen bis kahlen Blätter sind herzförmig und gespalten, die zwei abgerundeten bis stumpfen oder rundspitzigen Lappen sind ganzrandig. Die Nervatur ist handförmig mit bis zu 13 Hauptadern. Die Nebenblätter sind abfallend.
Es werden endständige und wenigblütige, traubige Blütenstände gebildet. Die duftenden, purpur- bis rötlich-weißen oder weißen, kurz dickgestielten und großen, fünfzähligen Blüten sind zwittrig mit doppelter Blütenhülle. Es ist ein röhriger Blütenbecher vorhanden. Der außen fein behaarte, fünfzähnige, bis 2,5 Zentimeter lange Kelch ist spathaförmig und reißt einseitig auf. Die 5 leicht ungleichen Kronblätter sind bis 5–6 Zentimeter lang, verkehrt-eiförmig und genagelt. Das mittlere ist etwas vergrößert mit streifigen, rötlichen oder gelb-grünen Saftmalen. Es sind 5 recht lange, gebogene Staubblätter ausgebildet und es können bis zu 5 kürzere Staminodien vorhanden sein oder sie fehlen meist ganz. Der mittelständige, einkammerige und gestielte, gynophore, behaarte Fruchtknoten ist länglich, etwas gebogen, mit relativ kurzem Griffel mit kleiner Narbe. Es ist ein Diskus vorhanden.
Es werden längliche, flache, bis 25 Zentimeter lange, mehrsamige und kahle, hartledrige, kurz gestielte, geschnäbelte Hülsenfrüchte gebildet. Die bis zu 15 scheibenförmigen, flachen und bräunlichen  Samen sind bis 1,5 Zentimeter groß.

## Verwendung
Die jungen Blätter, Blütenknospen, Blüten und Früchte sowie die Samen sind essbar. Die Rinde, Wurzeln und Knospen sowie der Blütensaft werden medizinisch genutzt.
Das mittelschwere und recht ansprechende Holz wird für einige Anwendungen genutzt.
Das Gummi ist ähnlich wie Ghatti-Gummi von Anogeissus latifolia.